# KOBUKURO LIVE TOUR '04 "MUSIC MAN SHIP" FINAL

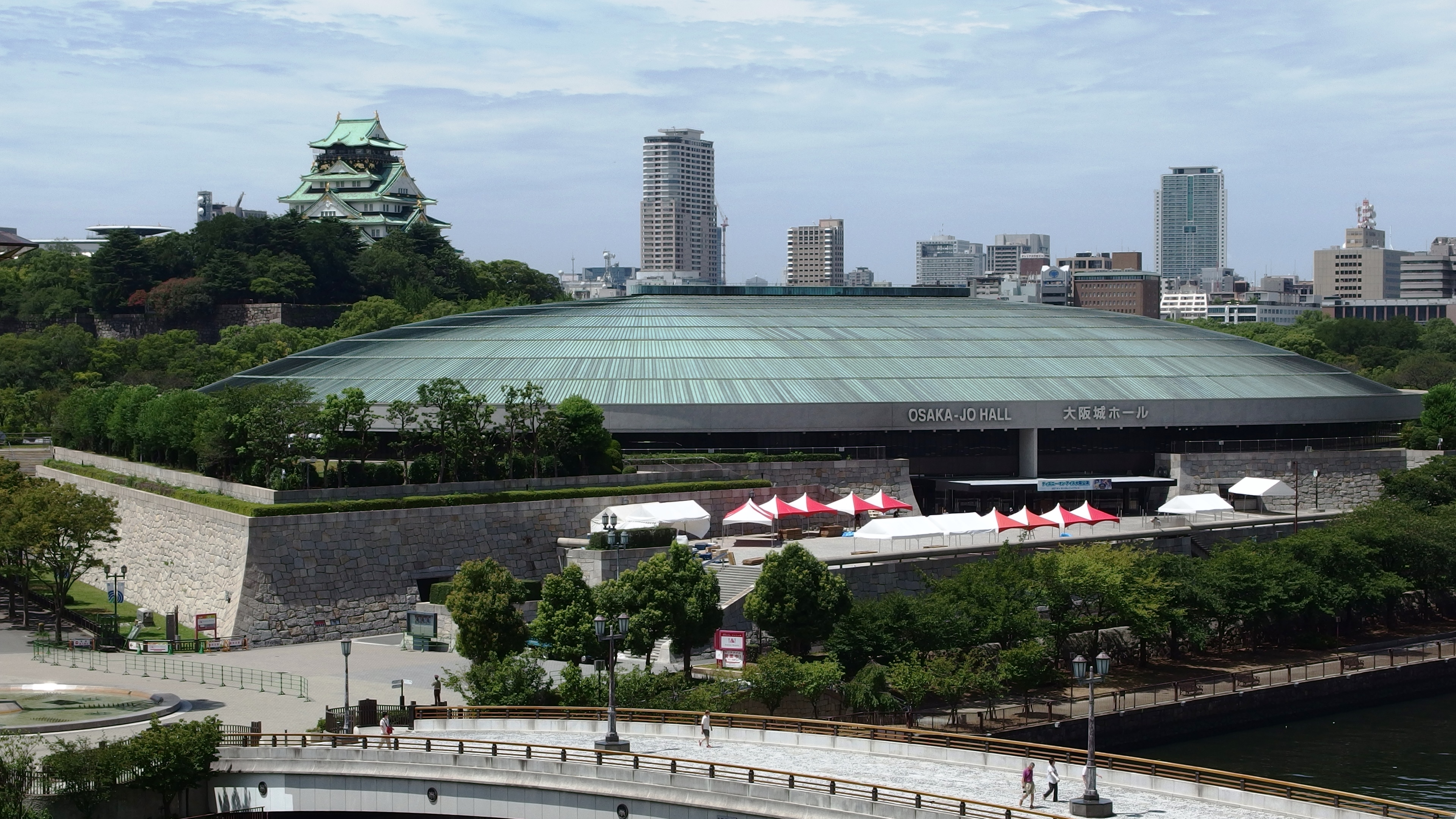
会場の大阪城ホール

『KOBUKURO LIVE TOUR '04 "MUSIC MAN SHIP" FINAL』（コブクロ　ライブツアー'04　ミュージックマンシップ　ファイナル）は、フォークデュオコブクロの2枚目のライブDVDである。2005年4月6日発売。発売元はワーナーミュージック・ジャパン。

## 概要
- 2004年12月26日に行われたツアーファイナルの大阪城ホールライブを収録。
- 副音声は前作に引き続き収録されている。

## 収録曲

### Disc 1
| #   | タイトル                                   | 作詞・作曲 |
| --- | ------------------------------------------ | ---------- |
| 1.  | 「MUSIC MAN SHIPのテーマ」                 |            |
| 2.  | 「この指とまれ!」                          | 小渕健太郎 |
| 3.  | 「東京の冬」                               | 小渕健太郎 |
| 4.  | 「コンパス」                               | 小渕健太郎 |
| 5.  | 「MC」                                     |            |
| 6.  | 「HUMMING LIFE」                           | 小渕健太郎 |
| 7.  | 「ボーイズ•オン•ザ•ラン」                  | 馬場俊英   |
| 8.  | 「Million Films」                          | 小渕健太郎 |
| 9.  | 「MC」                                     |            |
| 10. | 「毎朝、ボクの横にいて。-Sweet drip mix-」 | 所ジョージ |
| 11. | 「Rising」                                 | 黒田俊介   |
| 12. | 「エピローグ」                             | 小渕健太郎 |
| 13. | 「Ring」                                   | 小渕健太郎 |
| 14. | 「DOOR」                                   | 黒田俊介   |
| 15. | 「永遠にともに」                           | 小渕健太郎 |
| 16. | 「MC」                                     |            |

### Disc 2
| #   | タイトル                 | 作詞・作曲 |
| --- | ------------------------ | ---------- |
| 1.  | 「MC」                   |            |
| 2.  | 「光の誓いが聴こえた日」 | 小渕健太郎 |
| 3.  | 「潮騒ドライブ」         | 小渕健太郎 |
| 4.  | 「Moon Light Party!!」   | 小渕健太郎 |
| 5.  | 「神風」                 | 小渕健太郎 |
| 6.  | 「memory」               | 小渕健太郎 |
| 7.  | 「アンコールMC」         |            |
| 8.  | 「同じ窓から見てた空」   | 小渕健太郎 |
| 9.  | 「ここから」             | 小渕健太郎 |
| 10. | 「夢唄」                 | 小渕健太郎 |
| 11. | 「クロージング」         |            |

| #  | タイトル                    | 作詞 | 作曲・編曲 |
| -- | --------------------------- | ---- | ---------- |
| 1. | 「ツアー•ドキュメンタリー」 |      |            |

## バンドメンバー
- 藤井理央：Piano, Organ, Band Master
- 西山太郎：Guitar
- 山田裕之：Bass
- 桜井正宏：Drums
- 漆原直美：1st Violin
- 藤縄陽子：2nd Violin
- 渡邉智生：Viola
- 原口梓：Cello

## ライブ音源CD
『KOBUKURO LIVE TOUR '04 "MUSIC MAN SHIP" FINAL』は、コブクロのライブ・アルバム。CDは2016年6月15日発売『TIMELESS WORLD』特別限定セットのみの生産で、現在は販売終了している。2019年3月20日からは配信が開始されている。

### 概要
2016年リリースの9thアルバム『TIMELESS WORLD』の発売時に、特別限定セットとして、当時リリースされていた映像作品全11作品(ファンサイト限定品除く)がアルバム1枚につき1作選べるセットで発売された。完全受注生産のため、生産は終了している。
2019年3月20日からは各音楽サイトにて配信が開始している。
CDのジャケットは、同タイトルのDVDのジャケットを小渕がイラストで再現したものとなっている。
配信版のジャケットはDVDと同様のものとなっている。
なお、収録されているのはDVD版の本編のみで、ボーナス映像にあたる箇所については、収録されていない。

### 収録曲
DISC1
| #         | タイトル                   | 作詞・作曲 | 時間  |
| --------- | -------------------------- | ---------- | ----- |
| 1.        | 「MUSIC MAN SHIPのテーマ」 |            | 3:18  |
| 2.        | 「この指とまれ!」          | 小渕健太郎 | 4:52  |
| 3.        | 「東京の冬」               | 小渕健太郎 | 4:50  |
| 4.        | 「コンパス」               | 小渕健太郎 | 4:56  |
| 5.        | 「MC」                     |            | 10:17 |
| 6.        | 「HUMMING LIFE」           | 小渕健太郎 | 4:16  |
| 7.        | 「ボーイズ•オン•ザ•ラン」  | 馬場俊英   | 5:12  |
| 8.        | 「Million Films」          | 小渕健太郎 | 5:23  |
| 9.        | 「MC」                     |            | 6:18  |
| 合計時間: | 合計時間:                  | 合計時間:  | 49:22 |

DISC2
| #         | タイトル                                   | 作詞・作曲 | 時間  |
| --------- | ------------------------------------------ | ---------- | ----- |
| 1.        | 「MC」                                     |            | 1:30  |
| 2.        | 「毎朝、ボクの横にいて。-Sweet drip mix-」 | 所ジョージ | 5:36  |
| 3.        | 「Rising」                                 | 黒田俊介   | 4:07  |
| 4.        | 「エピローグ」                             | 小渕健太郎 | 5:03  |
| 5.        | 「Ring」                                   | 小渕健太郎 | 5:59  |
| 6.        | 「DOOR」                                   | 黒田俊介   | 5:31  |
| 7.        | 「永遠にともに」                           | 小渕健太郎 | 5:28  |
| 8.        | 「MC」                                     |            | 28:24 |
| 合計時間: | 合計時間:                                  | 合計時間:  | 61:38 |

DISC3
| #         | タイトル                 | 作詞・作曲 | 時間  |
| --------- | ------------------------ | ---------- | ----- |
| 1.        | 「MC」                   |            | 1:01  |
| 2.        | 「光の誓いが聴こえた日」 | 小渕健太郎 | 5:24  |
| 3.        | 「潮騒ドライブ」         | 小渕健太郎 | 5:34  |
| 4.        | 「Moon Light Party!!」   | 小渕健太郎 | 11:50 |
| 5.        | 「神風」                 | 小渕健太郎 | 4:34  |
| 6.        | 「memory」               | 小渕健太郎 | 8:20  |
| 7.        | 「アンコールMC」         |            | 5:01  |
| 8.        | 「同じ窓から見てた空」   | 小渕健太郎 | 8:49  |
| 9.        | 「ここから」             | 小渕健太郎 | 8:45  |
| 10.       | 「夢唄」                 | 小渕健太郎 | 6:19  |
| 11.       | 「クロージング」         |            | 2:59  |
| 合計時間: | 合計時間:                | 合計時間:  | 68:36 |

収録
2004年12月26日 大阪城ホール